# Volley Saturnus Michelbeke
Volley Saturnus Michelbeke, dawniej Richa Michelbeke – żeński klub piłki siatkowej z Belgii. Swoją siedzibę ma w Michelbeke. Został założony w 1967.